# 枝折努
枝折努（7月12日—）是日本的男性演員、聲優。所屬TAB production。長崎縣出身。血型為B型，星座是巨蟹座。興趣是將棋。

## 演出作品

### 電視動畫
1996年
- 勇者指令（司機、工作人員、宇宙炎人鳳凰星人、宇宙植物種子星人、警官、攝影師）

1997年
- 勇者王（記者、情報人員、司機）

2012年
- 宇宙兄弟（手島勇吉（手島的父親））
- 坂道上的阿波羅（級任老師）
- 殭屍哪有那麼萌？（親戚A）

### 外語配音
- 法庭女王2（德瑞克·龐德（麥可·厄利））
- 大西洋帝國（羅利·史坦曼、賽門）

### 電視劇
- 特命女子播音員 並野容子2（麻將莊的客人）
- 安達盧西亞俱樂部2（公司董事）
- 兩個女王
- V電影 不仁義的麻將（雀士）

### 廣播電台
- 溫柔的日本（NHK國際廣播電台）

### 連續劇CD
- 彼岸島（吸血鬼）

### 舞台
- 熱海殺人事件（熊田留吉）
- 利利翁（伯柯維奇）

## 外部連結
- TAB production （页面存档备份，存于）

Template:TAB production